# Hannes Võrno

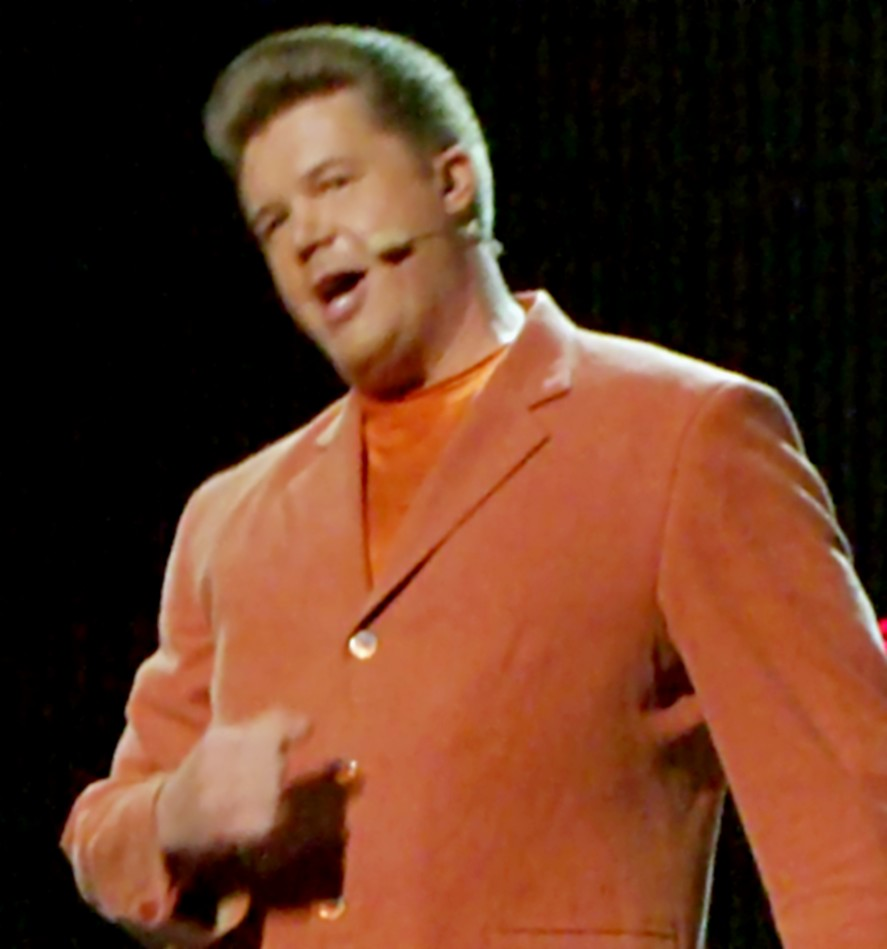
Hannes Võrno (2008)

Hannes Võrno (* 1. Mai 1969 in Rakvere) ist ein estnischer Fernsehmoderator und ehemaliger Politiker, der als Sänger beim Eurovision Song Contest 2008 teilnahm.

## Leben
Hannes Võrno legte 1984 sein Abitur in Rakvere ab. Er studierte von 1984 bis 1988 an einer Kunstschule in Tartu und von 1988 bis 1993 an der Estnischen Kunstakademie in Tallinn.
Võrno ist seit 1998 als Fernsehmoderator beim estnischen Fernsehen beschäftigt, vor allem beim Privatsender TV3. Unter anderem leitet er dort die estnische Ausgabe von Who Wants to Be a Millionaire?, Kes tahab saada miljonäriks?. Daneben ist er in der estnischen Comedy-Sendung Kreisiraadio zu sehen. Mit der gleichnamigen Band vertrat er Estland beim Eurovision Song Contest 2008 in Belgrad.
2002 trat Võrno der konservativen Partei Res Publica bei. 2003 war er Abgeordneter im estnischen Parlament (Riigikogu).
Hannes Võrno hat zwei Söhne.